# مؤسسة حقوق الإنسان
مؤسسة حقوق الإنسان (HRF) هي منظمة غير-ربحية ترتقي وتحمي حقوق الإنسان في كامل الكرة الأرضية، مع التركيز على المجتمعات المنغلقة. هذه المؤسسة تنظم منتدى أوسلو للحرية. تأسّست هذه المنظمة عام 2005 على يد ثور هالفورسين ميندوزا؛ منتج أفلام ومحام عن حقوق الإنسان. المقر الرئيسي لها هو في مدينة نيويورك، نيويورك، الولايات المتحدة.